# نشانگرهای دی‌ان‌ای با همباشی جایگاه محدودکننده
نشانگرهای دی‌ان‌ای با همباشی جایگاه محدودکننده (RAD) نوعی نشانگر ژنتیکی هستند که برای نقشه‌برداری همباشی، نقشه‌برداری QTL، ژنتیک جمعیت ، ژنتیک بوم‌شناختی و ژنتیک فرگشتی سودمند هستند. استفاده از نشانگرهای RAD برای نقشه‌برداری ژنتیکی اغلب نقشه‌برداری RAD نامیده می‌شود. یکی از جنبه‌های مهم نشانگرها و نقشه‌برداری RAD، فرایند جداسازی برچسب‌های RAD است، که توالی‌های دی‌ان‌ای هستند که بلافاصله هر نمونه از یک جایگاه محدودکننده ویژه از یک آنزیم محدودکننده را در سراسر ژنوم کنار می‌زنند. پس از جداسازی برچسب‌های RAD، می‌توان از آن‌ها برای شناسایی و ژنوتیپ‌یابی پلی‌مورفیسم‌های توالی دی‌ان‌ای عمدتاً به شکل چندریختی‌های تک‌نوکلئوتیدی (SNPs) استفاده کرد. پلی‌مورفیسم‌هایی که با جداسازی و تجزیه‌وتحلیل تگ‌های RAD شناسایی و ژنوتیپ‌یابی می‌شوند، نشانگر RAD نامیده می‌شوند. اگرچه ژنوتیپ‌یابی با توالی‌یابی رویکردی شبیه به روش RAD-seq را ارائه می‌دهد، اما آنها در برخی موارد اساسی با هم تفاوت دارند.